# Muzeum Historii Zoo w Poznaniu
Muzeum Historii Zoo w Poznaniu – muzeum zlokalizowane w Poznaniu, na terenie Starego Zoo, przy ul. Zwierzynieckiej 19.

## Opis placówki
Muzeum znajduje się w dawnej lwiarni. W jego zbiorach znajdują się plakaty, stare tabliczki opisowe, bilety, fotografie i inne przedmioty dotyczące historii istniejącego od 1874 roku w Poznaniu ogrodu zoologicznego. Dla zwiedzających dostępne są m.in. ekrany dotykowe, sala dydaktyczno-projekcyjna oraz możliwość wejścia do dawnych klatek zewnętrznych dla lwów i tygrysów.
Muzeum powstało jako projekt budżetu partycypacyjnego „Poznański Budżet Obywatelski”.